# Bergþórshvoll
Bergþórshvoll (Bergthorshvoll) es núcleo urbano en Vestur-Landeyjum, Rangárvallasýsla, al suroeste de Islandia. La ciudad es sobre todo famosa porque fue la hacienda de uno de los personajes principales de la saga de Njál, Njáll Þorgeirsson, y su clan familiar. Por su importancia en la saga, el lugar ha sido frecuentado por expediciones arqueológicas y actualmente la ciudad es zona protegida.

## Saga de Njál
La historia de Bergþórshvoll se encuentra estrechamente vinculada a los cruentos acontecimientos ocurridos en la hacienda de Njáll Þorgeirsson, donde perecieron en un incendio intencionado (hús-brenna) muchos miembros de la familia hacia el año 1011. El desencadenante fue la muerte de Hoskuld Thrainsson en manos de los hijos de Njál y la infame actuación del ambiguo  Mord Valgarsson que forzó a Flosi Þórðarson a encabezar una partida punitiva de cien hombres para consumar la venganza. Bergþórshvoll es un epónimo del nombre de la esposa de Njáll, Bergþóra.

## Arqueología
En 1877, Kristian Kaalund dirigió la primera excavación arqueológica con el fin de esclarecer los hechos relatados en la saga; más tarde otros siguieron con las investigaciones, resaltando a: Sigurdur Vigfússon, Matthias Thordarson, Christian Eldjárn y Gisli Gestsson.

### Sigurdur Vigfússon
Sigurdur Vigfússon dirigió dos excavaciones, en 1883 y 1885. Encontró restos de maderas quemadas y tras las pruebas químicas confirmó que probablemente se tratase de la hacienda de Njál.

### Matthias Thordarson
Matthias Thordarson, un entusiasta anticuario, hizo tres excavaciones en 1927, 1928 y 1931. Hizo el estudio más intensivo sobre el asunto, visitó cincuenta granjas y también los restos de las excavaciones de Sigurdur Vigfússon. encontró más de 800 objetos de la Era vikinga. No obstante, los resultados no fueron vinculantes, pues no pudo evidenciar la existencia de la hacienda de Njál y tampoco se hizo un informe oficial.

### Christian Eldjárn y Gisli Gestsson
En 1951, Christian Eldjárn y Gisli Gestsson iniciaron una investigación que les había encargado el instituto Íslenska fornritafélags. Las excavaciones fueron mucho más profundas que las anteriores y descubrieron un gran cobertizo y un pequeño establo. Las pruebas químicas fecharon los hallazgos hacia la segunda mitad de la Era vikinga.